# Vittorio Emanuele Orlando
Vittorio Emanuele Orlando (Palermo, 19. svibnja 1860. – Rim, 1. prosinca 1952.) je bio talijanski diplomat i političar. 
Rođen je u Palermu 19. svibnja 1860. Liberal, Orlando je služio na različitim pozicijama u vladama Antonia Salandre i Paola Bosellia. Nakon talijanske vojne katastrofe u Kobaridu (tada Caporetto) 30. listopada 1917., koja je dovela do pada Bosellieve vlade, Orlando je postao premijer i na toj poziciji ostao je do kraja rata. Iako je kao premijer bio vođa talijanske delegacije na Pariškoj mirovnoj konferenciji 1919., Orlandovo slabo poznavanje engleskog jezika i slaba politička pozicija u Italiji omogućili su ministru vanjskih poslova, Sidneyu Sonninu, da odigra dominantnu ulogu. Orlando je podnio ostavku 22. lipnja 1919. nakon neuspjeha da se mirovnim ugovorom Rijeka pripoji Italiji. Orlando je također odigrao malu vojnu ulogu u Prvom svjetskom ratu. Vittorio Orlando je preminuo u Rimu 1. prosinca 1952. u 92. godini života. 
- La riforma elettorale, 1883